# Allgäu Power
Allgäu Power ist eine süddeutsche Party-Band, die 2008 durch den Titel Bauer sucht Frau bei der RTL-Show Das Supertalent im deutschsprachigen Raum bekannt wurde. Sänger der Formation war von 2007 bis 2014 Thomas Wohlfahrt, im Jahr 2003 Zweitplatzierter der Sat.1-Castingshow Star Search.

## Diskografie

### Alben
- 2000: Miss Enzian
- 2001: In unserer Männer-WG
- 2002: Feiern macht sexy
- 2004: Der Himmel tanzt
- 2006: Wir machen Musik für euch
- 2008: Küss mit mir die Sterne

### Singles
- 2003: Oschaua derfma oba ofassn net (Der Titel zur deutschen Vorausscheidung zum Grand Prix der Volksmusik 2003)
- 2004: De hemel danst
- 2004: Wie ein Licht in dunkler Nacht (Der gesamte Erlös aus dem Verkauf wurde der Kaufbeurer Hilfsorganisation Humedica zur Verfügung gestellt.)
- 2006: Auf der Vogelwiese
- 2008: Bauer sucht Frau
- 2010: Sommerzeit
- 2013: Scheiß drauf (Wasen ist nur einmal im Jahr)